# Dieumerci Mbokani
Dieudonne "Dieumerci" Mbokani Bezua, född 22 november 1985 i Kinshasa, är en kongolesisk fotbollsspelare.

## Karriär
Mbokani startade sin karriär i hemlandet och gjorde stor succe som ung i klubben TP Mazembe. Han gjorde hela 67 mål på 72 matcher. 
Som 23-åring flyttade han till RSC Anderlecht på lån, och gjorde ett gott intryck. Därefter, år 2007, skrev han på för Standard Liège och gjorde där 39 mål under tre säsonger. AS Monaco köpte loss den högerfotade anfallaren år 2010 för runt 7 miljoner euro. Framgången uteblev, och spelaren blev utlånad till VfL Wolfsburg, var han fick nöta mycket bänk. Därefter återvände han till Anderlecht och gjorde två starka år. 
Karriärens höjdpunkter väntade Mbokani i Ukraina. Han skrev på för FK Dynamo Kiev i juni 2013, och stannade tills 2018. Där vann han fyra titlar, en ukrainsk ligatitel, två cuptitlar och en supercuptitel.
Sedan fick han chansen att pröva sina vingar i England, genom utlån till Norwich City och Hull City. I slutet av 
År 2018 återvände han för sin tredje sejour i Belgien och gjorde, som förväntat, succé igen. 43 mål på 91 matcher blev det i Royal Antwerp.
I juli 2021 värvades Mbokani av Kuwait SC. Efter det korta äventyret i Kuwait kritade Mbokani på för S.K. Beveren i Belgien. Hans senaste klubb var FC Noah i Armenien.
Smeknamnet "Dieumerci" betyder "Tack Gud" på franska. Han har två barn tillsammans med sin fru Marlene.
Mbokani har spelat 49 landskamper för Kongo-Kinshasa. Han lade av sin landslagskarriär redan 2016 på grund av en konflikt med förbundet, men återvände 2017 och avslutade ännu en gång år 2022. Totalt gjorde han 22 mål i landslaget.